# Onze-Lieve-Vrouw-van-de-berg-Karmelkerk (Nijmegen)

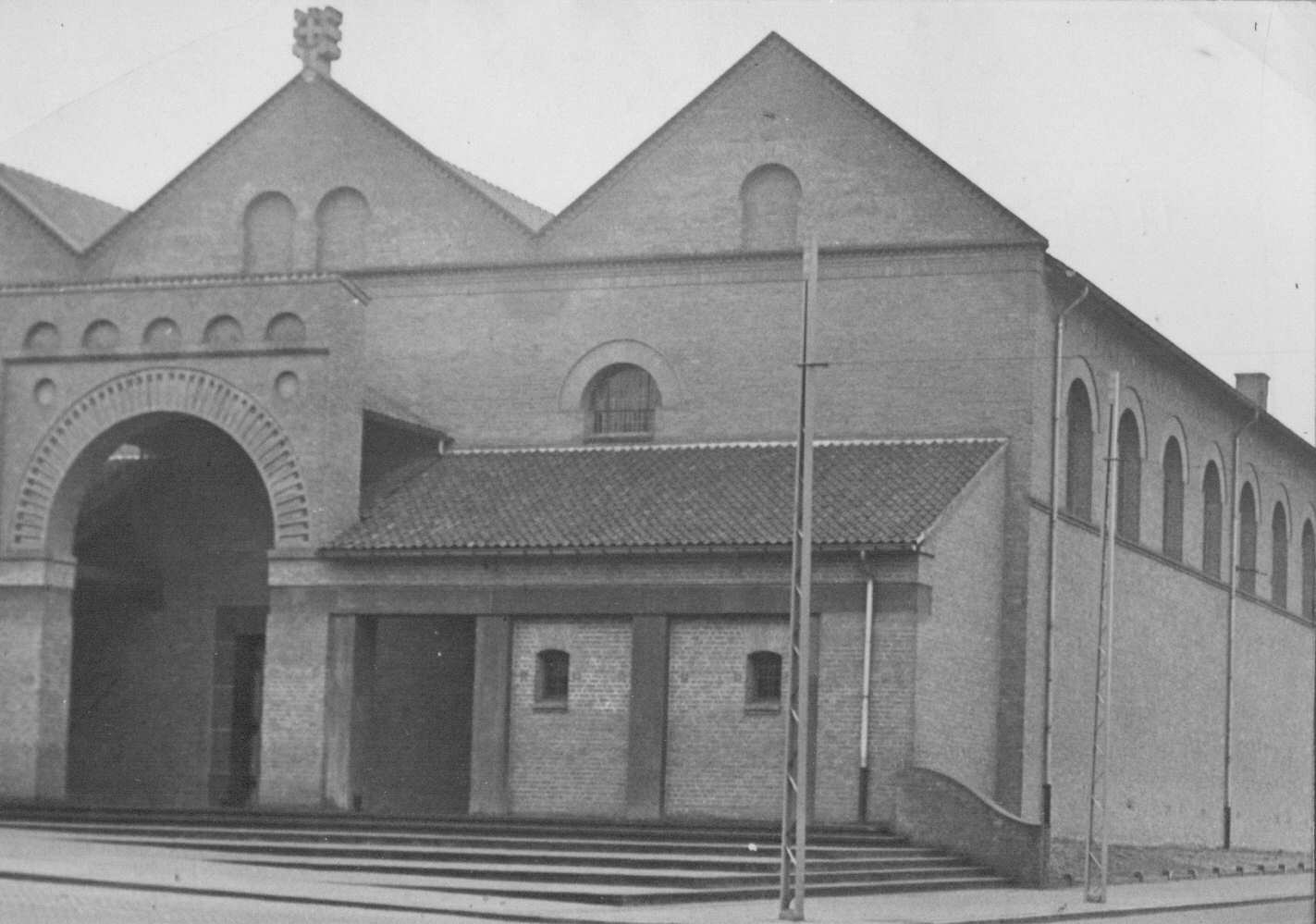
Ingang O.L. Vrouw van de Berg Karmelkerk (1961)

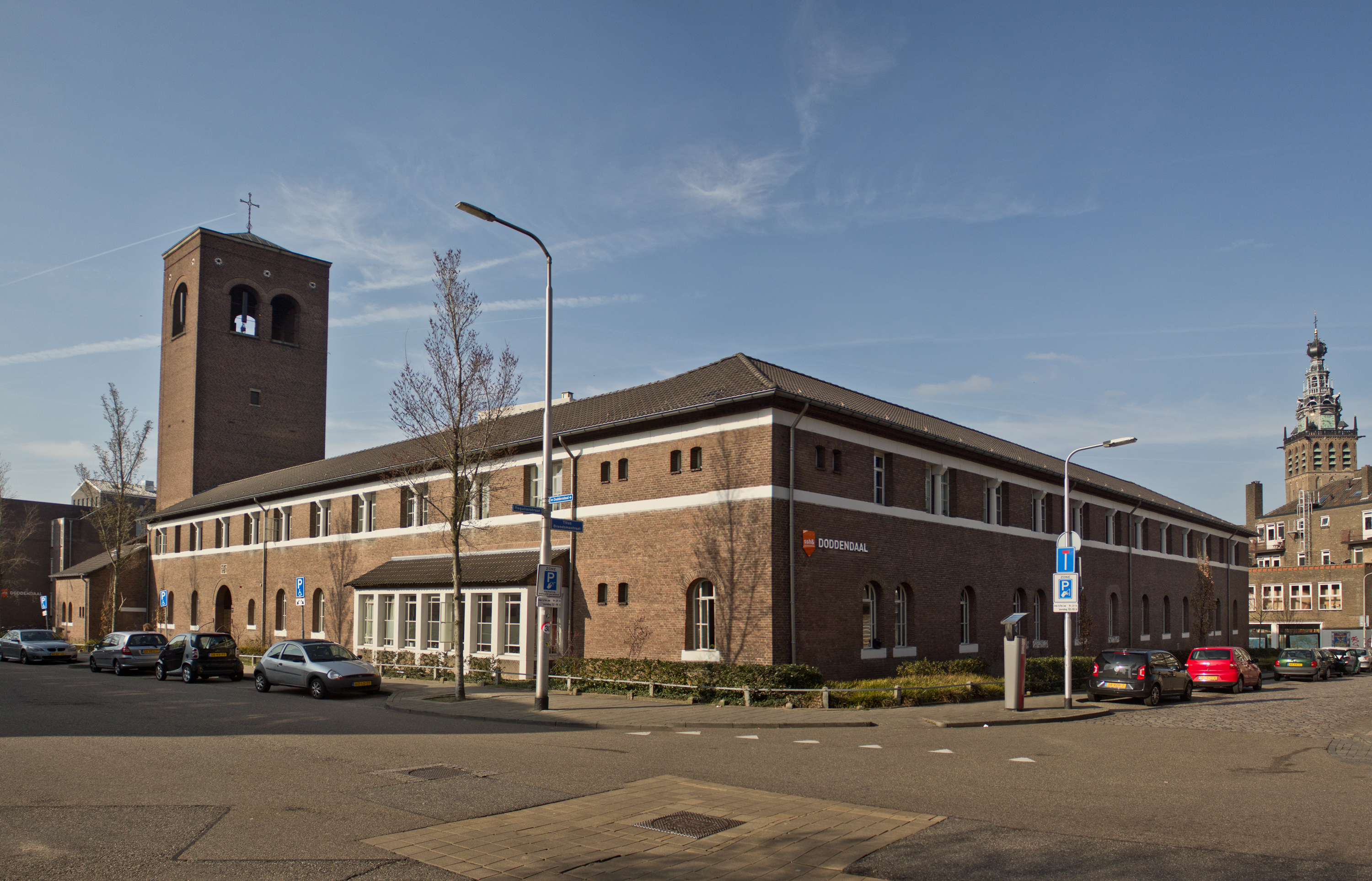
Studentencomplex Doddendaal in het oude klooster (2017)

De  O.L. Vrouw van de Berg Karmelkerk was een rooms-katholiek kerkgebouw aan de Doddendaal in het centrum van Nijmegen. De kerk was bestemd voor de karmelieten.
Het kerkgebouw kwam in 1951 gereed, maar is dertig jaar later alweer verdwenen.  

## Geschiedenis
De O.L. Vrouw van de Berg Karmelkerk moest de verdwenen Sint-Augustinuskerk aan de Augustijnenstraat vervangen. Deze kerk was verwoest door het bombardement op de Nijmeegse binnenstad van 22 februari 1944, waarna de restanten ervan in 1947 werden geruimd. Op bijna dezelfde plek waar nu de nieuwe Karmelkerk kwam had eerder de  Sint-Franciscuskerk gestaan; deze kerk was bij hetzelfde bombardement vernietigd.
Het ontwerp was van architectenbureau Deur en Pouderoyen.  De bouw van de nieuwe Karmelkerk aan de Doddendaal (een straat die na de oorlog ca. 15 meter naar het zuiden is verlegd, en zodoende niet overeenkomt met de gelijknamige vroegere straat) begon in 1950. Het gebouw kwam in mei 1951 gereed. De kerk werd op 15 oktober van dat jaar ingewijd door bisschop Wilhelmus Mutsaerts. In 1955 was ook de klokkentoren klaar.
Bij de Karmelkerk stond een vervangend klooster, omdat ook het oude, door Titus Brandsma gestichte karmelietenklooster tijdens de oorlog was verwoest. Kerk en klooster waren in de stijl van de Bossche School.
In 1978 werd de Karmelkerk wegens een gebrek aan bezoekers en belangstellenden alweer uit de eredienst genomen. Het gebouw is in 1981 goeddeels gesloopt, op de toren, enkele delen van de muren en de bijruimtes van de sacristie na. Het klooster is grotendeels behouden gebleven, hiervan is alleen de westvleugel gesloopt. De plek is omgevormd tot een studentenwooncomplex met nieuwbouw op de plaats van de oude kerk.

## Architectuur
Men besloot om van de kerk een hallenkerk te maken. Hiermee werd teruggegrepen op veel oudere kerkbouwtradities, die vooral gekenmerkt werden door soberheid en eenvoud. De Sint-Michaëlskerk van Zwolle werd vooral als voorbeeld genomen.
De kerk werd 30 meter breed en 45 meter lang.

## Foto's

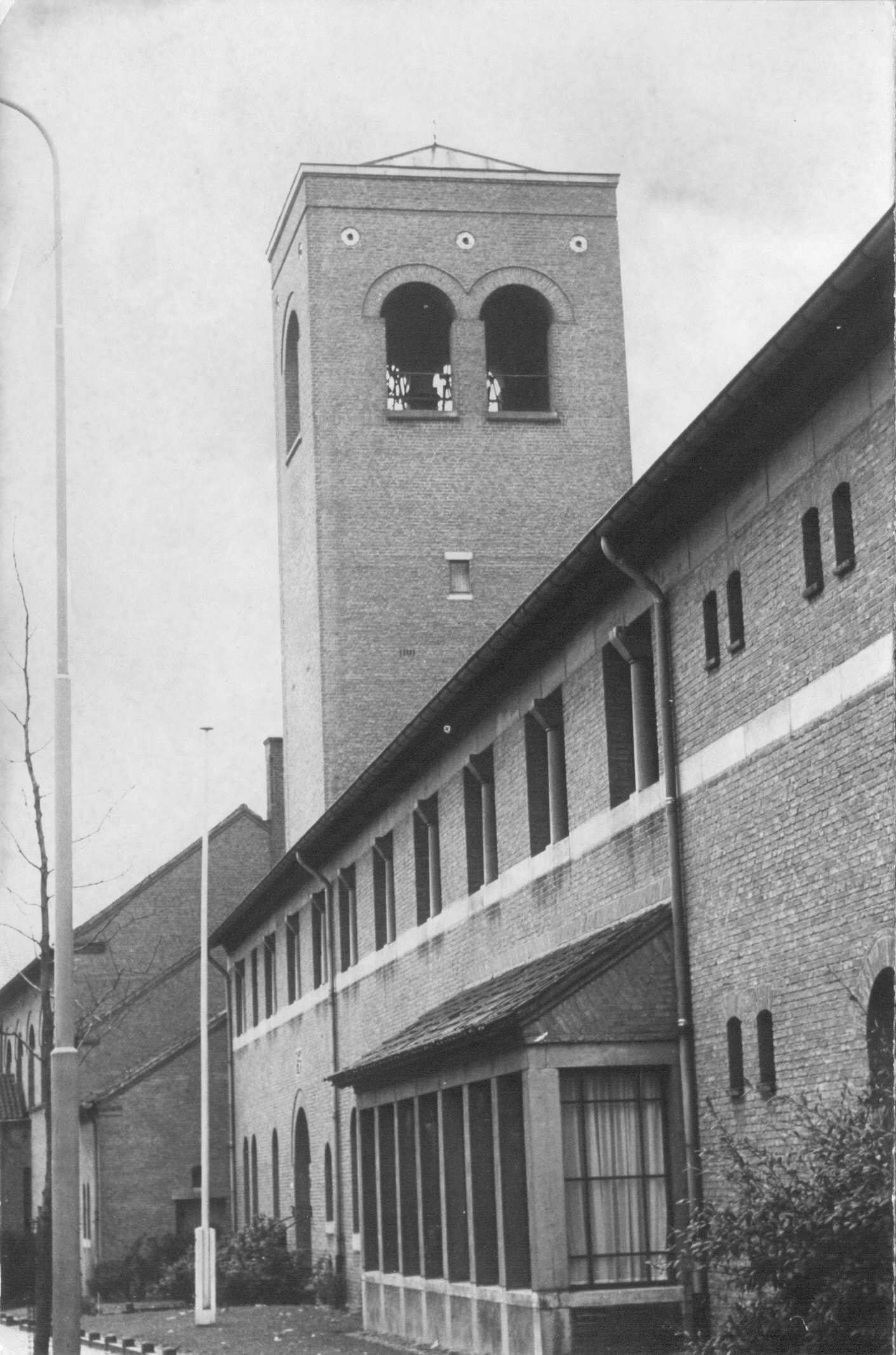
Klooster (1961)
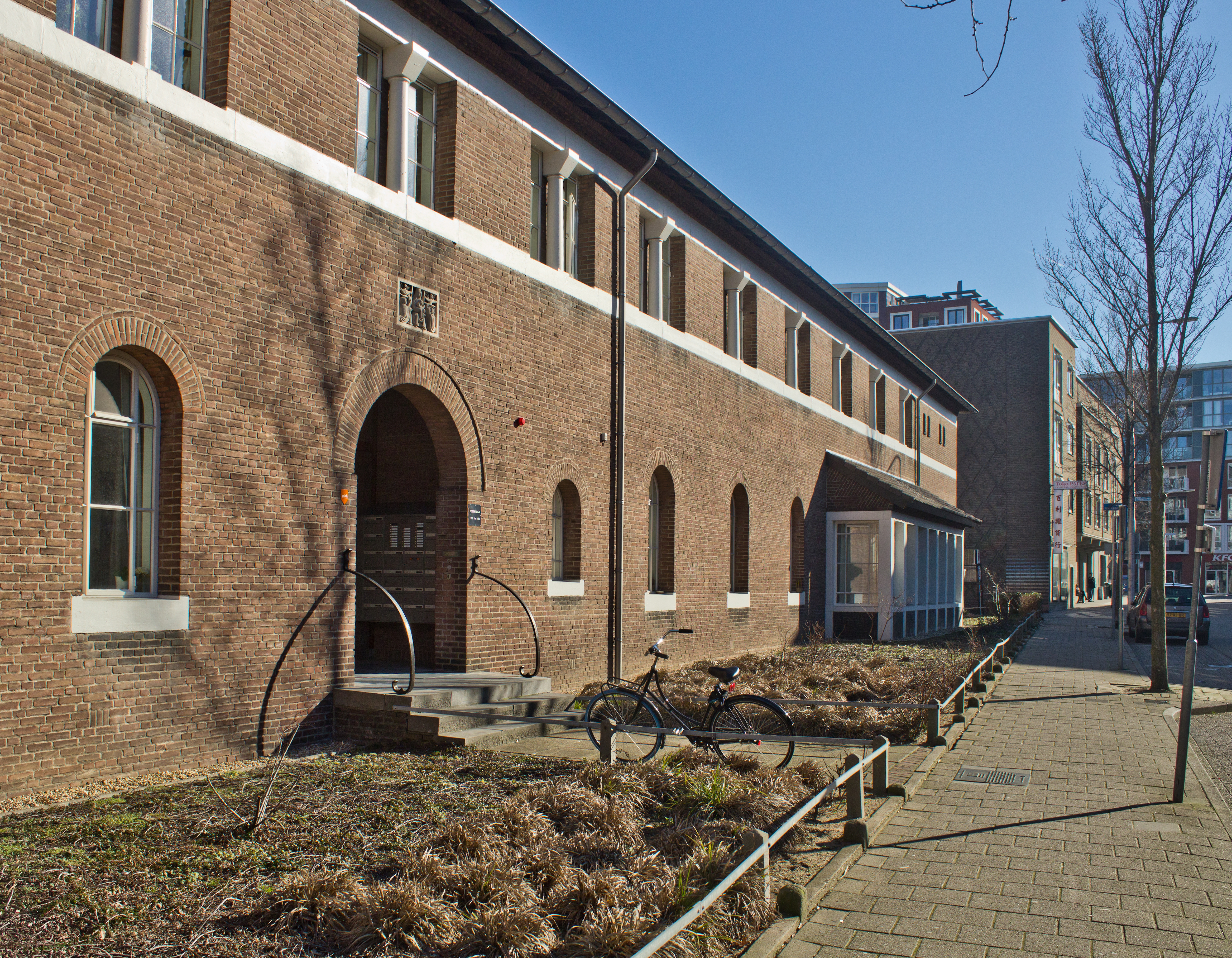
Studentencomplex (2019)
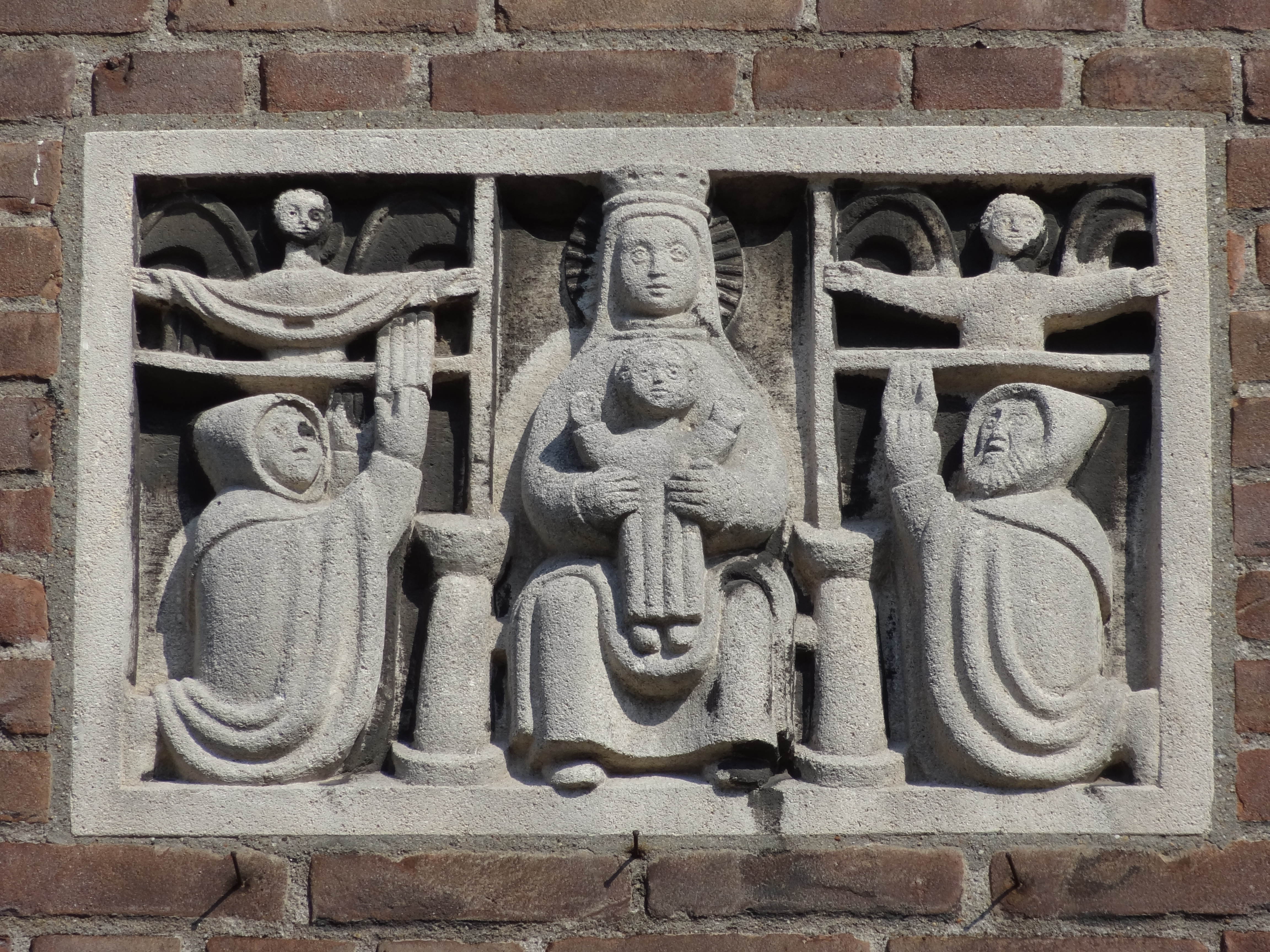
Reliëf van Jop Goldenbeld met Tronende Madonna boven de ingang van het voormalig klooster